# Duguetia cadaverica
Duguetia cadaverica este o specie de plante angiosperme din genul Duguetia, familia Annonaceae, descrisă de Huber. Conform Catalogue of Life specia Duguetia cadaverica nu are subspecii cunoscute.